# Karbenning
Karbenning eller Karbennings stationssamhälle er en småort i Norbergs kommun i Västmanlands län i Sverige.

## Navnet
Navnets efterled -benning er et typisk minedistriktsnavn, som kun forekommer 18 steder i det nordlige Västmanland og det sydlige Dalarna. Det stammer fra et tysk ord, böning, som blev brugt som navnet på det sted hvor jernmalmen blev lagret, inden den skulle smeltes i støberiet. Kar- stammer fra Katarina eller Karin (Karinaeböning, 1461) og navnet tolkes derfor omtrent som Karins hytta.

## Historie
Den første højovn i Europa blev bygget i 1100-tallet i Lapphyttan nord for bjergmandsbyen Olsbenning, nogle kilometer nord for Karbenning. Støberiet fandtes frem til slutningen af 1300-tallet, og bydelen har siden da været præget af jernhåndteringen med mange støberier og relationer til det nærliggende Högfors bruk.
Bebyggelsen voksede op omkring en station på hovedbanen Örebro–Krylbo, som stod klar i 1900. Efter en periode uden togforbindelser har togene siden 1994 standset ved stationen. Stationshuset fra 1900 er tegnet af Folke Zettervall.
Karbenning blev omtalt i 1987 på grund af protester mod Televerkets beslutning om at nedlægge byens eneste telefonkiosk.

## Bebyggelsen
Træfirmaet AB Karl Hedin har savværk og høvleri i Karbenning.
I byen ligger en jernbanestation og et bibliotek.

## Billeder
- Nickebo folkskola
- Karbennings bygdegård, tidligere fløj til Nickebo folkskola
- Nya skolan i Nickebo i Karbenning, i dag børnehave
- Bågenbadet i Bågen
- Telefonkiosken i Karbenning
- Karbenning såg